# Bischoffena bischoffensis
Bischoffena bischoffensis es una especie de molusco gasterópodo de la familia Charopidae en el orden de los Stylommatophora.

## Distribución geográfica
Es endémica de Australia.

## Hábitat
Su hábitat natural son bosques templados y húmedos de tierras bajas subtropicales o tropicales.